# 72e corps d'armée
Le 72e corps d'armée (en allemand : LXXII. Armeekorps) était un corps d'armée de l'armée de terre allemande: la Heer au sein de la Wehrmacht pendant la Seconde Guerre mondiale.

## Hiérarchie des unités
| Nom          | Nbre d'hommes       | Unités subalternes                | Grade de commandement                 |
| ------------ | ------------------- | --------------------------------- | ------------------------------------- |
| Heeresgruppe | + 300 000           | 2 à + Armeen (Armées)             | Generaloberst ou Generalfeldmarschall |
| Armee        | + 100 000 - 300 000 | 2 à + Armeekorps (Corps d'armées) | General ou Generaloberst              |
| Armeekorps   | + 30 000 - 80 000   | 2 à + Divisionen (Division)       | Generalleutnant ou General            |
| Division     | + 10 000 – 20 000   | 2 à 6 Brigaden (Brigade)          | Generalmajor ou Generalleutnant       |
| Brigade      | + 3 000 – 5 000     | jusqu'à 3 Regimentern (Régiment)  | Oberst ou Generalmajor                |

## Historique
Le 72e corps d'armée allemand est formé le 13 février 1944 sous le nom de Generalkommando LXXII. Armeekorps z.b.V. dans le sud de la Russie. En octobre 1944, il prend le nom de Generalkommando LXXII. Armeekorps.

## Organisations

### Commandants successifs
| Date                                | Grade                  | Commandant            |
| ----------------------------------- | ---------------------- | --------------------- |
| 13 février 1944 - Septembre 1944    | General der Infanterie | Sigismund von Förster |
| Septembre 1944 - Septembre 1944     | Generalmajor           | Georg Zwade           |
| 15 septembre 1944 - 22 janvier 1945 | Generalleutnant        | August Schmidt        |
| 22 janvier 1945 - Avril 1945        | General der Infanterie | Anton Grasser         |
| Avril 1945 - 8 mai 1945             | Generalleutnant        | Werner Schmidt-Hammer |

### Chef des Generalstabes
| Date                                 | Grade       | Commandant     |
| ------------------------------------ | ----------- | -------------- |
| Février 1944 - 15 septembre 1944     | Oberst i.G. | Werner Müller  |
| 15 septembre 1944 - 30 novembre 1944 | Oberst i.G. | Paul Engels    |
| 30 novembre 1944 - Février 1945      | Oberst i.G. | Joachim Möller |

### 1. Generalstabsoffizier (Ia)
| Date                         | Grade               | Commandant        |
| ---------------------------- | ------------------- | ----------------- |
| Février 1944 - Avril 1944    | Oberstleutnant i.G. | Walter Beusterien |
| Avril 1944 - 20 janvier 1945 | Major i.G.          | Heinz Jentsch     |
| 30 janvier 1945 - Mai 1945   | Major i.G.          | Heinz Bagdahn     |

## Théâtres d'opérations
- Front de l'Est, secteur sud : Février 1944 - Septembre 1944
- Roumanie et Balkans : Septembre 1944 - Janvier 1945
- Hongrie : Janvier 1945 - Mai 1945

### Rattachement d'Armées
| Date       | Armée               | Groupe d'Armées         |
| ---------- | ------------------- | ----------------------- |
| 1944       |                     |                         |
| 13 février | 3. rumänische Armee | Heeresgruppe A          |
| 10 mars    | 6. Armee            | Heeresgruppe A          |
| 21 mars    | 3. rumänische Armee | Heeresgruppe A          |
| 30 mars    | 6. Armee            | Heeresgruppe Südukraine |
| 4 avril    | 3. rumänische Armee | Heeresgruppe Südukraine |
| 18 avril   | 6. Armee            | Heeresgruppe Südukraine |
| 29 avril   | z. Vfg              | Heeresgruppe Südukraine |
| Août       | 6. Armee            | Heeresgruppe Südukraine |
| Septembre  | z. Vfg.             | Heeresgruppe Südukraine |
| Octobre    | 6. Armee            | Heeresgruppe Süd        |
| Décembre   | 3. rumänische Armee | Heeresgruppe Süd        |
| 1945       |                     |                         |
| Janvier    | 6. Armee            | Heeresgruppe Süd        |
| Février    | 8. Armee            | Heeresgruppe Süd        |
| Mai        | 1. Panzerarmee      | Heeresgruppe Ostmark    |

### Unités subordonnées

#### Unités organiques
- Arko 472
- Korps-Nachrichten-Abteilung 472
- Korps-MG-Bataillon 472

#### Unités rattachées
3 mars 1944
- 370. Infanterie-Division
- 5. Feld-Division (L)

15 mai 1944
- 15. Infanterie-Division (rumänisch)
- 21. Infanterie-Division (rumänisch)
- 153. Feld-Ausbildungs-Division

13 octobre 1944
- 76. Infanterie-Division

5 novembre 1944
- 25. Infanterie-Division (ungarisch)
- 76. Infanterie-Division

26 novembre 1944
- 1. Kavallerie-Division (ungarisch)
- 271. Volks-Grenadier-Division

26 janvier 1945
- 46. Infanterie-Division
- 101. Jäger-Division
- Kampfgruppe Fischer
- 154. Feld-Ausbildungs-Division

19 février 1945
- 8. Jäger-Division
- 101. Jäger-Division

1er mars 1945
- Kampfgruppe Kaiser
- 8. Jäger-Division

5 mars 1945
- Kampfgruppe Kaiser
- 8. Jäger-Division
- 271. Volks-Grenadier-Division

21 mars 1945
- 76. Infanterie-Division
- 8. Jäger-Division
- 271. Volks-Grenadier-Division

31 mars 1945
- 153. Grenadier-Division
- 271. Volks-Grenadier-Division

1er avril 1945
- 153. Grenadier-Division
- 271. Volks-Grenadier-Division
- 357. Infanterie-Division
- 182. Infanterie-Division

12 avril 1945
- 182. Infanterie-Division
- 711. Infanterie-Division
- 46. Volks-Grenadier-Division
- 271. Volks-Grenadier-Division

30 avril 1945
- 76. Infanterie-Division
- 15. Infanterie-Division
- 153. Infanterie-Division
- Division z.b.V. 601

5 mai 1945
- 254. Infanterie-Division
- 78. Volks-Sturm-Division
- 304. Infanterie-Division

## Sources
- (de) LXXIIe Armeekorps sur lexikon-der-wehrmacht.de